# Rhegmoclemina catharinae
Rhegmoclemina catharinae är en tvåvingeart som beskrevs av Haenni 1997. Rhegmoclemina catharinae ingår i släktet Rhegmoclemina och familjen dyngmyggor. Inga underarter finns listade i Catalogue of Life.